# Tabato
Tabato, auch Tabatô, ist eine Ortschaft in Guinea-Bissau. Das ländliche Dorf (Tabanca) hat 223 Einwohner (Stand 2009), ganz überwiegend der Mandinka-Ethnie angehörend.
Tabato gehört zum Verwaltungssektor von Bafatá in der gleichnamigen Region Bafatá und ist 10 km von Bafatá entfernt.
Das Dorf ist für seine traditionellen Mandinga-Instrumente bekannt und gilt als kulturelle Attraktion in der Region, für den sich erst langsam entwickelnden Fremdenverkehr Guinea-Bissaus.

## Geschichte
Das Gebiet, in dem das Dorf liegt, war ausschließlich von Fulbe (portugiesisch: Fula) besiedelt. Nach dem Untergang des Kaabureichs ab 1866 wichen die Mandinka (portugiesisch: Mandinga) vor den vorrückenden Fulbegruppen der islamisierten Verbündeten Fouta Djallon, Fouta Toro und Massina zunehmend auch in dieses Gebiet aus. Mamadu Alfa, der hiesige Fulbe-Régulo (traditioneller Ortsvorsteher), überließ den ankommenden Mandinga 1870 einen Teil seines Herrschaftsgebiets, so dass sie nicht weiter zu ziehen brauchten und hier ihre bis heute bestehende Tabanca (ländliches Dorf) Tabato gründeten.

## Balafon

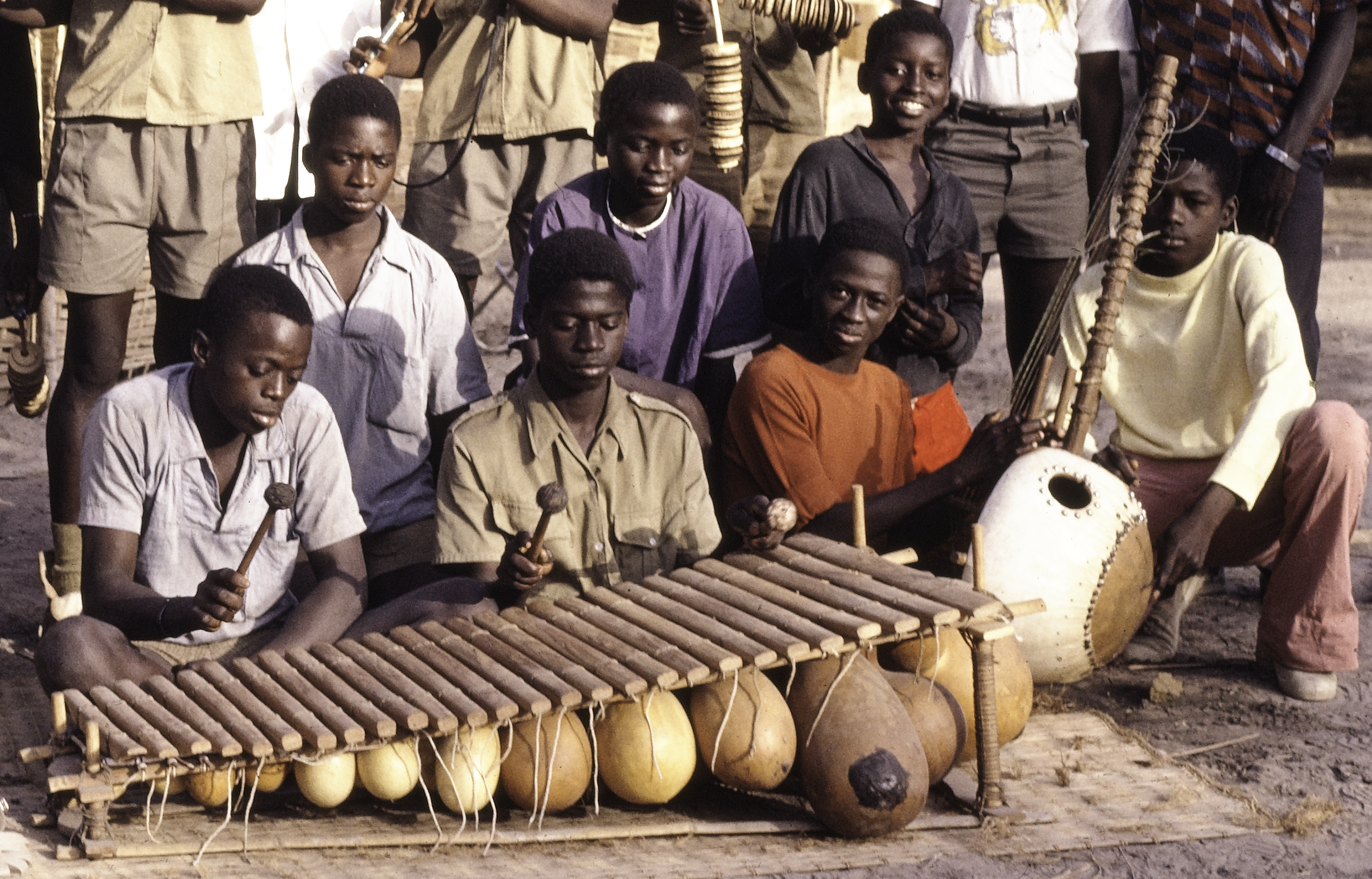
Balafonspieler einer Schulgruppe der guinea-bissauischen Unabhängigkeitsbewegung PAIGC im senegalesischen Exil in Ziguinchor während des Portugiesischen Kolonialkriegs, 1973

Die Mandingas brachten 1870 das Xylophon-ähnliche Balafon nach Tabato mit, das bis heute wesentlicher Teil der Alltagskultur in dem Dorf ist und aus lokalem Holz von besonderen Balafon-Konstrukteuren hergestellt wird, die erst durch einen feierlichen Ritus die Erlaubnis zur Balafonherstellung erhalten. Jedes Kind in Tabato erlernt das Spielen des Balafons. 
Anfang der 1990er Jahre veröffentlichte der kanadische Ethnomusikologe Sylvain Panneton eine Studie zum Balafon von Tabato in der Fachzeitschrift Soronda. Danach reiste der tabatoische Balafonspieler Umar nach Montreal und lehrte neun Monate lang das Balafonspiel an einer dortigen Universität. Umar ist der jüngere Bruder von Tcherno Djabaté, ein Balafonspieler in Tabato, der bereits in China und Korea auftrat. Tcherno ist der Sohn des bedeutenden Balafonspielers Djali Ba Koli Djabaté, dessen Vater Bunun Ka Djabaté bereits bei der Kolonialausstellung 1940 in Lissabon für sein Balafonspiel ausgezeichnet wurde.

## Film
Der angolanisch-portugiesische Regisseur João Viana drehte 2013 in Tabato den Kurzfilm Tabatô und den Langfilm A Batalha de Tabatô (portugiesisch für: „Die Schlacht von Tabatô“). Die Filme liefen u. a. auf der Berlinale 2013, wo A Batalha de Tabatô in der Kategorie „Erstlingsfilm“ mit einer Lobenden Erwähnung und Tabatô mit dem DAAD Kurzfilmpreis ausgezeichnet wurde. Auch beim Chicago International Film Festival und dem Doclisboa wurde er gezeigt und gewann teilweise Auszeichnungen.
Der Kurzfilm porträtiert das nur aus Musikern bestehende Dorf inmitten des von Kolonialkrieg und inneren Unruhen geprägten Landes Guinea-Bissau, das als hoffnungslos unterentwickelt gilt, dabei aber vor 4500 Jahren bereits eine fortgeschrittene Kultur kannte, als Europa noch sehr weit davon entfernt war.
In seinem Langfilm entwickelt Viana dann die Theorie, dass die moderne Kultur nicht in Europa, sondern in dieser Region seinen Ursprung hat. Zudem wollte er einen positiven Film über Guinea-Bissau machen, aus dem nur sehr selten und ausschließlich über Krisen und Konflikte berichtet wird. In Gesprächen zu seinem Werk sagte der Regisseur, dass die Guinea-Bissauer ihren Frieden selbst erreichen werden, und es nicht mit Hilfe der UNO oder Portugal gelingen wird.
2014 erschien zudem der Film Água para Tabatô (portugiesisch für: „Wasser nach Tabatô“), der eine dramatische Szene auf einer Bootsfahrt von Menschen zwischen Tabatô und Bolama zeigt.

## Söhne und Töchter des Ortes
- Kimi Djabate (* 1975), inzwischen in Lissabon lebender Afrobeat-Musiker